# Кеджимкуджик (озеро)
Озеро Кеджимкуджик  (англ. Kejimkujik Lake) — озеро в провинции Новая Шотландия в Канаде. Расположено в южной части полуострова Новая Шотландия на территории национального парка Кеджимкуджик. Площадь озера составляет 26,3 км², высота над уровнем моря 90 метров, колебания уровня озера до одного метра.

## Природа
Озеро мелководно, средняя глубина всего 4,4 метра. Натуральные ландшафты по берегам озера — леса, болота и озёра составляют 99 % всех ландшафтов по берегам озера, сельскохозяйственные угодья — менее 1 %.

## Климат
Средняя температура января составляет −6,4 °C, средняя температура июля равна 18,7 °C, среднегодовая температура 6,3 °C.
Минимальное количество осадков в августе — 87 мм, максимальное в декабре — 189 мм, среднегодовое количество осадков составляет 1447 мм.